# Lloro vulturí
El lloro vulturí (Pyrilia vulturina) és una espècie d'ocell de la família dels psitàcids que habita la selva humida al sud del riu Amazones, als estats brasilers de Pará i Maranhão.

## Descripció
El lloro vulturí té una longitud total de 24-25 cm. Té una cua curta i de forma quadrada; el color del seu plomatge és verd amb rivets blaus al ventre. La zona del pit és de color marró olivaci. Les parts baixes de les ales són de color vermell brillant i quan es posa pot apreciar-se un patró ataronjat sobre les espatlles. La part baixa de la cua és groga amb una punta blavosa, que sembla negra quan se la col·loca contra la llum. La part posterior de les ales i les puntes són d'un to negre blavós, el que fa que les altres parts de les ales semblin fosques quan està en vol. La seva característica més visible, però, és el seu cap, de color negre, taronja i rosat, limitat per un collaret de plomes grogues i un altre de plomes negres. La cap calb, similar a la d'un voltor, és la que li d al seu nom. Els colomins tenen el cap d'un to més verdós.